# أنتوني آدامز (لاعب كرة قدم أمريكية)
أنتوني آدامز (بالإنجليزية: Anthony Adams)‏ هو لاعب كرة قدم أمريكية أمريكي، ولد في 18 يونيو 1980.

## وصلات خارجية
- أنتوني آدامز على موقع مرجع كرة القدم المحترفة.كوم (الإنجليزية)